# Åsa Faringer
Åsa Viola Faringer, född 11 december 1962 i Stockholm, är en svensk regissör och manusförfattare.
Faringer har studerat teatervetenskap och gått Biskops-Arnös skrivarkurs. Hon har även studerat litteraturvetenskap vid Campus central de Ciudad Universitaria och registudier vid den statliga filmhögskolan i samma stad.
Hon regidebuterade 1994 med Pumans dotter, gjord tillsammans med Ulf Hultberg. Filmen belönades med flera priser, däribland en Guldbagge 1995 för bästa regi. Hon har därefter regisserat flera kortfilmer samt den prisbelönta dokumentärfilmen Street Love (2000).

## Filmografi[3]
- 1994 – Pumans dotter (manus, medproducent, regi)
- 1996 – Här vill jag leva – här vill jag dö (manus, regi)
- 1996 – Svart är vackert? (manus, regi)
- 2000 – Street Love (manus, regi)
- 2003 – I begynnelsen (film) (manus, medproducent, regi)
- 2006 – Nedslag i helvetet (regi)
- 2007 – Svarta nejlikan (medproducent, regiassistent)
- 2015 – Konsten att döda en politiker (regi)
- 2018 – Livets pris (regi och uppläsare)